# Karoline Mainau
Karoline Mainau, verheiratete Karoline Stelzer (um 1850 – nach 1930), war eine österreichische Sängerin, Theaterschauspielerin und -leiterin.

## Leben
Sie war ab dem Frühjahr 1889 mit dem Schauspieler Sebastian Stelzer (* 26. November 1849 in Linz; † 31. März 1892 in Wien) verheiratet. Nach dessen Tod kehrte sie zur Bühne zurück und war erfolgreich als Opernsoubrette tätig. Einige Jahre lang leitete sie das Theater in Abbazia.